# Billy Steel
Ne doit pas être confondu avec Billy Steele.
Pour les articles homonymes, voir Steel.
William « Billy » Steel (né le 1er mai 1923 à Denny et décédé le 13 mai 1982 à Lancaster), était un footballeur écossais qui occupait le poste d'attaquant dans les années 1940-1950.
Il a marqué 12 buts en 30 sélections en équipe d'Écosse entre 1947 et 1953. Il fait partie du Scottish Football Hall of Fame, depuis 2006, lors de la troisième session d'intronisation.

## Clubs
- Greenock Morton (1947)
- Derby County (1947-1950)
- Dundee United (1950-1953)